# 全十勝地区農民連盟
全十勝地区農民連盟（ぜんとかちちくのうみんれんめい）とは、北海道十勝管内17市町村組織の農業従事者で構成する団体である。
設立は、昭和二十一年二月十五日十勝農村建設連盟結成大会、昭和二十二年六月二十五日十勝地区農民同盟結成大会にさかのぼる。

## 概要
各加盟市町村組織からの農業政策の要望・課題の整理、農業に関する取り組みなど、農業従事者・生産現場の声として、農水省や国会議員を通じて日本の農業の推進を行っている。